# AGM-130
AGM-130 var en amerikansk attackrobot som utvecklades i slutet av kalla kriget för att ge tunga attackflygplan som F-15E Strike Eagle och F-111 Aardvard stand-off förmåga. AGM-130 var i princip en GBU-15 TV-styrd glidbomb med en Rocketdyne fastbränsleraket fastspänd undertill.

## Utveckling
En vanlig glidbomb har väldigt kort räckvidd när den släpps från låg höjd. Från hög höjd är räckvidden betydligt bättre, men på hög höjd har fientligt luftförsvar betydligt bättre möjligheter att slå ut både bomben och vapenbäraren innan den kan nå målområdet. Därför gav USA:s flygvapen 1984 Rockwell i uppdrag att konstruera ett nytt attackvapen genom att förse en glidbomb med raketmotor. Kombinationen skulle ge ett tungt attackvapen med adekvat räckvidd även på låg höjd. Flygprov påbörjades 1985, men det dröjde till 1989 innan utvecklingen var färdig. Den ursprungliga modellen beställdes aldrig av flygvapnet. I stället valde man att låta Rockwell utveckla en förbättrad version med modernare CCD-målsökare, tröghetsnavigering och GPS. Den versionen togs i tjänst i USAF som AGM-130A år 1994.

## Konstruktion

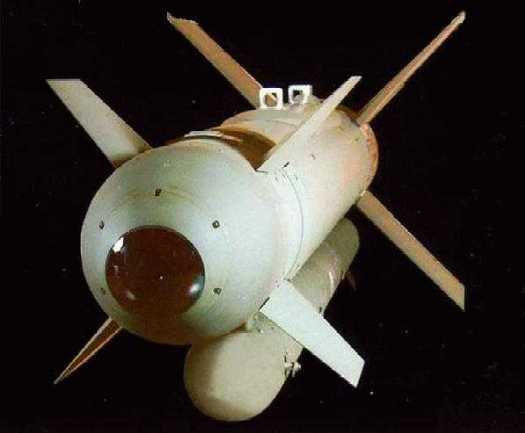
En AGM-130 sedd framifrån.

### Målsökare
Målsökaren var antingen en WGU-40/B TV-målsökare eller en WGU-42/B FLIR-målsökare. Målsökarna var utbytbara och i båda fallen visades bilden från målsökaren på en skärm i cockpit. Vapenofficeren kunde styra roboten manuellt eller placera en markör i bilden och roboten styrde därefter automatiskt mot det målet.

### Datalänk
AGM-130 använde samma AN/AXQ-14 datalänk som GBU-15. Datalänken var dubbelriktad och kunde sända både sökarbilden från roboten till flygplanet och styrkommandon från flygplanet till roboten.

### Stridsladdning
Den ursprungliga AGM-130A var uppbyggd kring en vanlig 907 kg (2 000 lb) Mark 84 flygbomb. AGM-130B hade i stället en SUU-54 klusterbomb med 15 BLU-106 och 75 HB876 substridsdelar avsedda att slå ut landningsbanor. AGM-130C hade en BLU-109 minbomb medan AGM-130D var tänkt att ha en BLU-118 termobarisk bomb.

### Motor
Motorn var en Rocketdyne (sedermera Alliant Techsystems) SR122-RD-1. Dragkraften är fortfarande hemlig, men raketen hade fast bränsle och en brinntid på 62 sekunder. Motorn var fastsatt på robotens undersida och släpptes efter att den brunnit ut.

## Varianter
- AGM-130A – Första versionen med en Mark 84 flygbomb.
- AGM-130LW – Planerad version för F-16 med lättare stridsladdning och enbart GPS-målsökare.
- AGM-130B – Planerad version med en SUU-54 klusterbomb.
- AGM-130C – Version med en BLU-109 minbomb.
- AGM-130D – Planerad version med en BLU-118 termobarisk bomb.

## Användning
AGM-130 har använts i strid två gånger. Första gången var 11 januari 1999 när två stycken F-15E slog ut ett irakiskt luftvärnsbatteri under operation Northern Watch (upprätthållandet av flygförbudszonerna över Irak). Andra gången var 12 april samma år när järnvägsbron över Južna Morava i Grdelica förstördes under NATO:s flygbombningar av Serbien.